# Maoricicada myersi
Maoricicada myersi är en insektsart som först beskrevs av Fleming 1971.  Maoricicada myersi ingår i släktet Maoricicada och familjen cikador. Inga underarter finns listade i Catalogue of Life.